# Ouaitslid
Ouaitslid est un village dépendant administrativement de la wilaya de Tizi Ouzou en Algérie. Il est situé à une douzaine de kilomètres de la commune d'Ain El Hammam.

## Étymologie
Le nom de Ouaitslid est issu probablement d'un des pionniers du village. Les Kabyles avaient l'habitude de désigner une personne par son appartenance à un village, un douar, une famille, et même par le biais du nom de ses aïeux ou par le biais du nom d'une propriété terrienne.
En contrebas du village se situent des champs dénommés Aytslid, seul rapport connu de la provenance du nom Ouaitslid, il est fort probable que les premiers habitants de Ouaitslid aient été surnommés Awaystlid et qu'au fil des années le A a pu s'estomper ne laissant que le mot Ouaitslid (le w ayant été introduit au vingtième siècle juste pour simplifier la prononciation et moderniser le nom).

## Histoire
Les archives de Ouaitslid remontent au XVIIIe siècle.

## Géographie
Ouaitslid est construit sur un plateau.
Le village est situé en contrebas du village de Tamedjout, à l'ouest il jouxte le village de Ait Ailem, à l'est il est proche du village de Taourirth, et en contrebas de Ouaitslid, se situe El Djemaa.

## Constructions
Les maisons principales du village sont construites en pierres liées et badigeonnées de terre, d'une épaisseur de 70 cm.